# Oxaalbarnsteenzuur
Oxaalbarnsteenzuur is een organisch zuur met als brutoformule C6H6O7. Het komt voor in de citroenzuurcyclus, die een hoofdrol speelt in de cellen van alle aerobe levensvormen. Oxaalbarnsteenzuur werd in 1948 ontdekt door de biochemici Feodor Felix Konrad Lynen en Severo Ochoa.

## Chemische eigenschappen
Oxaalbarnsteenzuur is een driewaardig carbonzuur en behoort tevens tot de stofklasse der ketocarbonzuren. Omdat het zowel een alfa- als bèta-ketocarbonzuur is, is oxaalbarnsteenzuur een onstabiele verbinding: bij verhitting boven 80°C kan ze snel decarboxyleren, met vorming van α-ketoglutaarzuur. Zouten van oxaalbarnsteenzuur, zogenaamde oxaalsuccinaten, zijn wel stabiel.
Van oxaalbarnsteenzuur zijn zowel een keto- als enolvorm bekend. Het bijhorende keto-enolevenwicht hangt af van de fysische toestand: als zuivere vaste stof komt oxaalbarnsteenzuur voor in zijn ketovorm, terwijl het in organische oplosmiddelen (zoals ethylacetaat en di-ethylether) tot 25% in de enolvorm voorkomt.

## Rol in de citroenzuurcyclus
Oxaalbarnsteenzuur is een intermediair in de citroenzuurcyclus, die met behulp van enzymatisch gecontroleerde oxidaties omgezet wordt tot het eindproduct van de glycolyse: oxaalazijnzuur. Oxaalbarnsteenzuur wordt gevormd uit iso-citroenzuur. Dit iso-citroenzuur wordt door het isocitraat-dehydrogenase gedecarboxyleerd. Het ontstane oxaalbarnsteenzuur is echter onstabiel en wordt vlot via het isocitraat-dehydrogenase oxidatief gedecarboxyleerd tot α-ketoglutaarzuur.